# Venus von Laussel

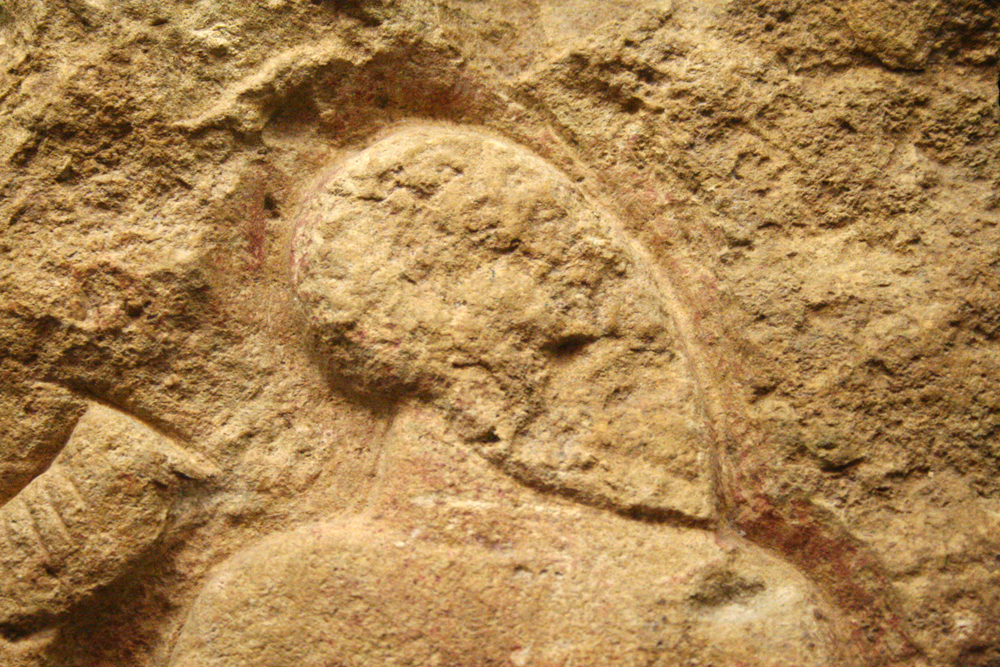
Venus von Laussel, Detail des Kopfes

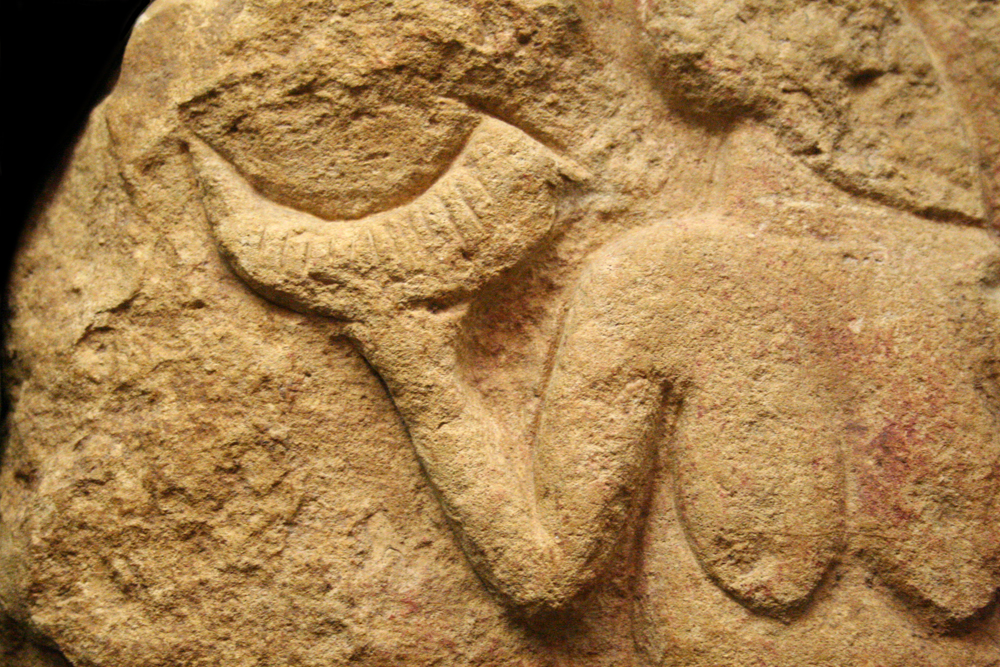
Venus von Laussel, Detail: rechter Arm und Horn

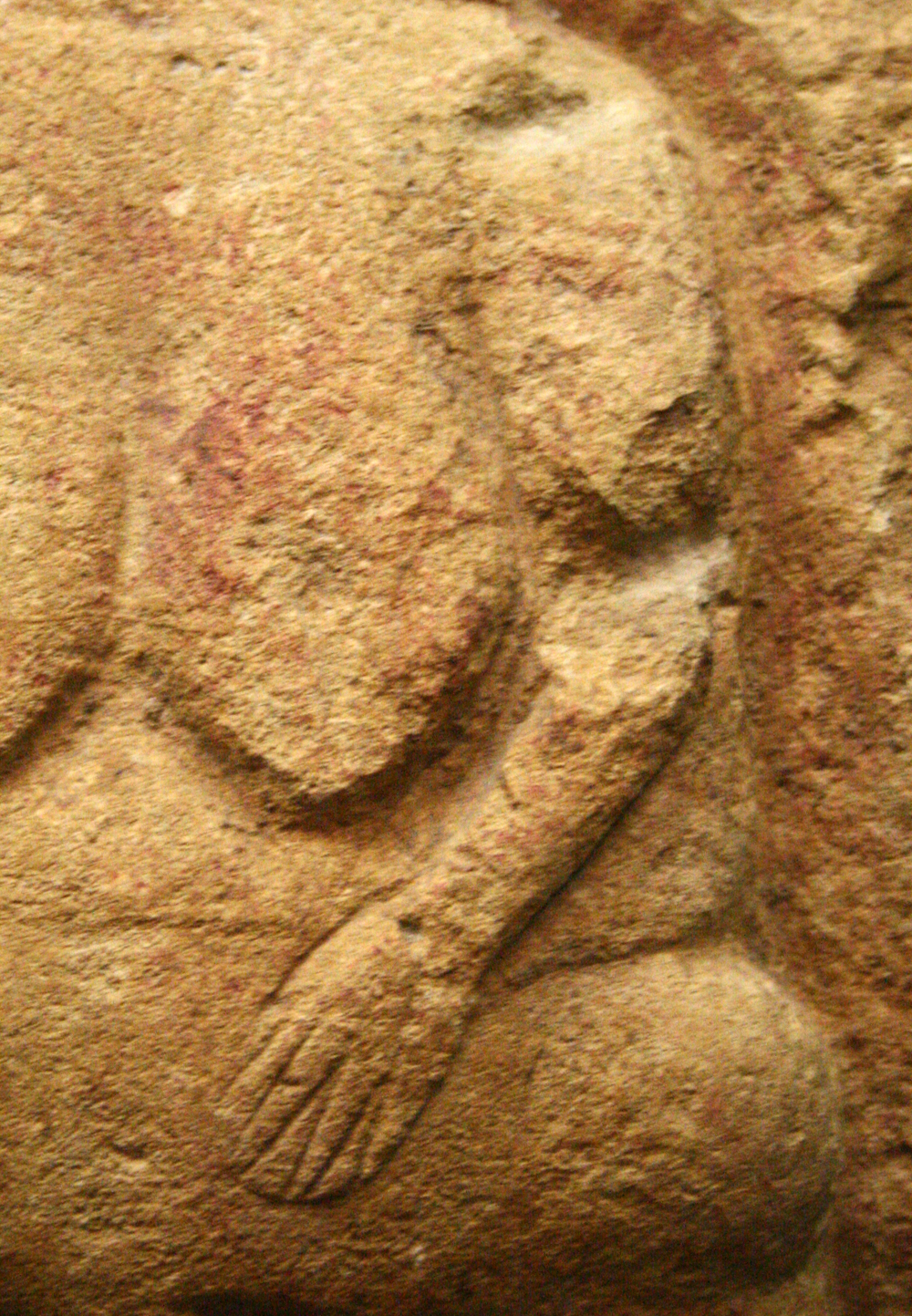
Venus von Laussel, Detail: linker Arm

Die Venus von Laussel (auch Venus mit Horn; franz. Vénus à la corne) ist eine etwa 25.000 Jahre alte und ungefähr 42 cm hohe, in Kalkstein gemeißelte Darstellung einer Frau. Das Halbrelief (franz. bas relief) stammt aus der archäologischen Kultur des Gravettien. Es wurde 1911 als Bestandteil des Abri von Laussel nahe der Gemeinde Marquay (Département Dordogne) von dem Arzt J.-G. Lalanne gefunden.

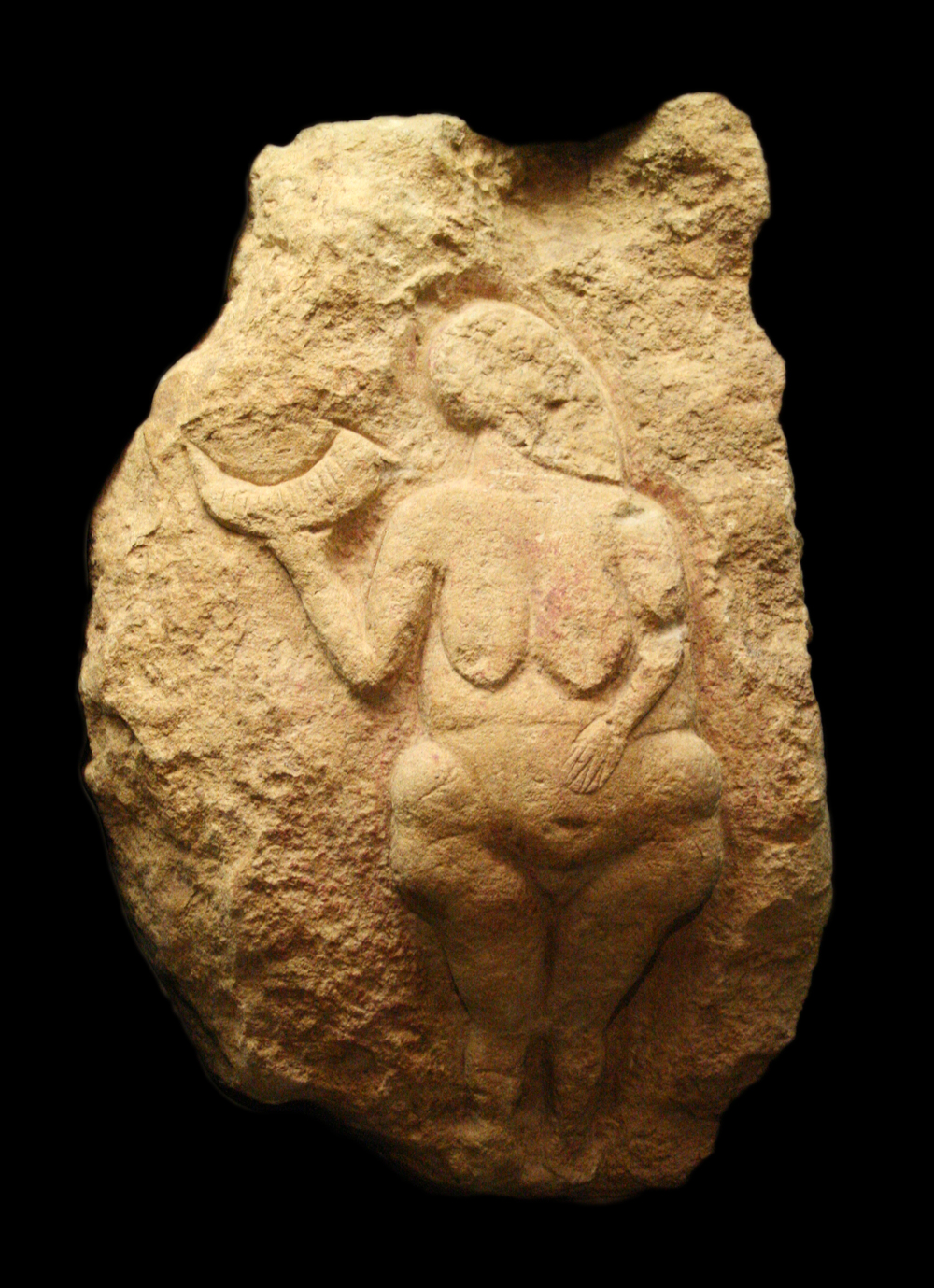
Venus von Laussel, Musée d’Aquitaine, Bordeaux

Die Darstellung gehört thematisch und chronologisch zwar zu den Venusfigurinen, ist jedoch im Gegensatz zu diesen kein jungpaläolithisches Kleinkunstwerk, sondern ein in den Kalkstein-Felsen eingemeißeltes Halbrelief. Die Figur war wohl ursprünglich mit rotem Ocker bemalt, von dem sich noch Spuren erkennen lassen. In der rechten Hand hält die nackte Frau ein Horn, das oft als das eines Wisents interpretiert wird. Es ist mit 13 Einkerbungen versehen, was mitunter als die Anzahl der weiblichen Zyklen im Jahr gedeutet oder mit den Mondphasen in Zusammenhang gebracht wird. Andere Interpretationen gehen vom Horn eines Steinbocks aus. Die dann als 13 Jahresringe anzusprechenden Kerben verweisen nach dieser Auffassung auf das optimale Bejagungsalter bei Steinböcken. Die linke Hand der Frau liegt auf dem Bauch, der Kopf ist gesichtslos, der Nabel ist erkennbar. An der rechten Hüfte befindet sich ein Y-förmiges Zeichen.
Das Relief befand sich auf einem mehrere Kubikmeter großen Felsblock, der aus dem Dach des Abris herausgebrochen war. In der unmittelbaren Nähe wurden vier weitere Reliefs gefunden. Diese Reliefarbeiten wurden in 40 bis 50 Zentimeter großen, transportierbaren Kalksteinplatten ausgeführt. Aufgrund der räumlichen Nähe der fünf Reliefs wurde dieser Ort als eine Art Cella interpretiert, also als ein primitives Heiligtum.
Bei den vier weiteren Reliefs von Laussel handelt es sich um folgende Darstellungen:
- die Venus von Berlin (franz. Vénus de Berlin). Dieses Relief wurde an das Museum für Völkerkunde in Berlin verkauft und ist während des Zweiten Weltkriegs verschollen. Auch hier ist eine Frau mit einem Horn dargestellt. Eine relativ schlechte Kopie dieses Reliefs befindet sich im Museum für Vor- und Frühgeschichte Berlin, eine weitere im Musée d’Aquitaine in Bordeaux. Die beste erhaltene Kopie befindet sich in der Ur- und Frühgeschichtlichen Sammlung der Universität Erlangen-Nürnberg.
- eine männliche Person in Jägerpose (franz. Le chasseur). Diese klassische Interpretation ist umstritten, es kann sich genauso gut um eine junge weibliche Person handeln.
- eine Frau mit einer Kopfbedeckung (franz. Vénus à la tête quadrillée).
- ein Relief mit zwei Personen, eine davon ist sicher weiblich (franz. Personages opposées). Möglicherweise ist eine Entbindung dargestellt.

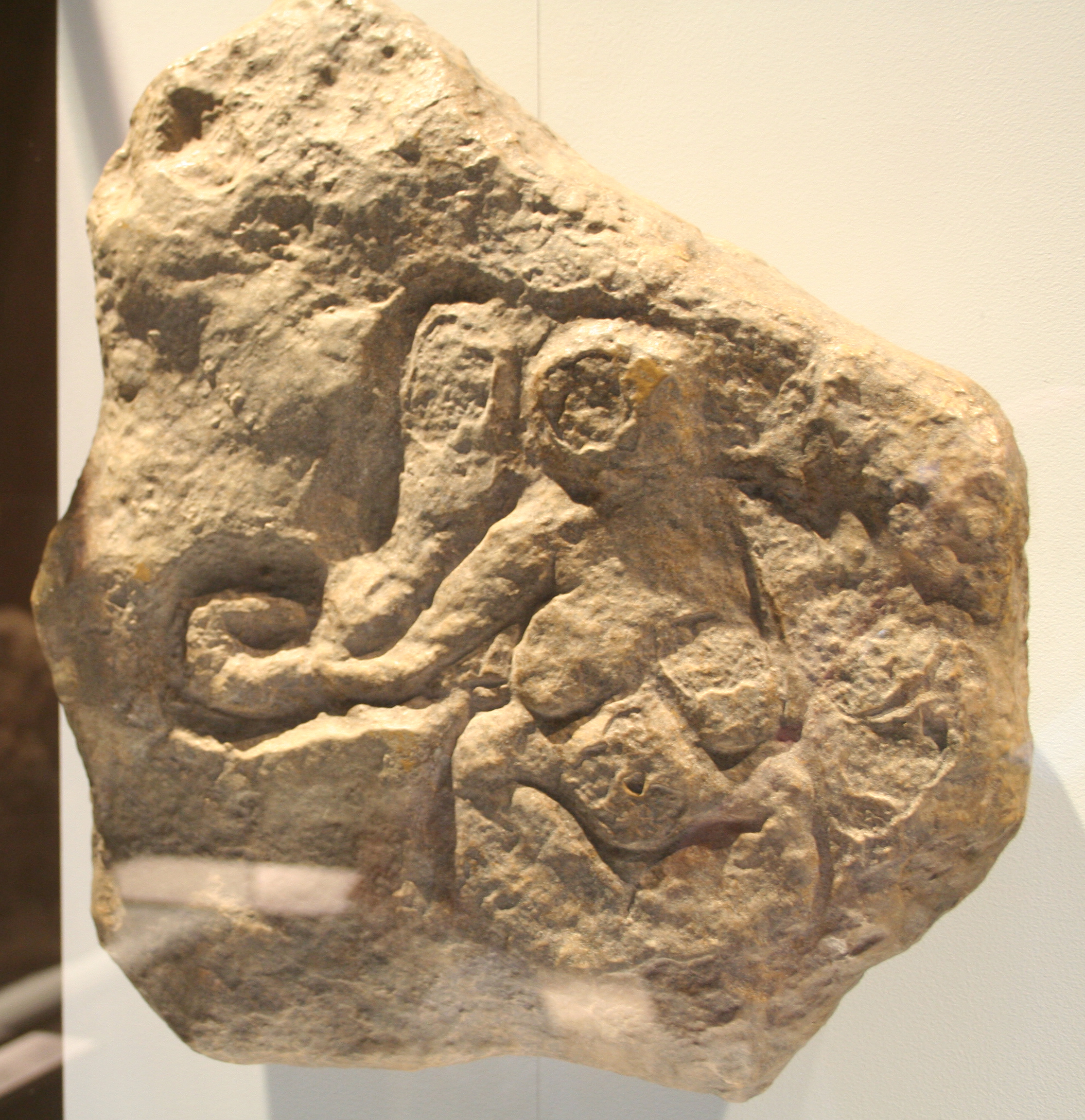
Zum Vergleich: Venus von Berlin (Kopie), Museum für Vor- und Frühgeschichte, Berlin